# Acer triflorum
Acer triflorum — вид квіткових рослин із роду клен (Acer).

## Морфологічна характеристика

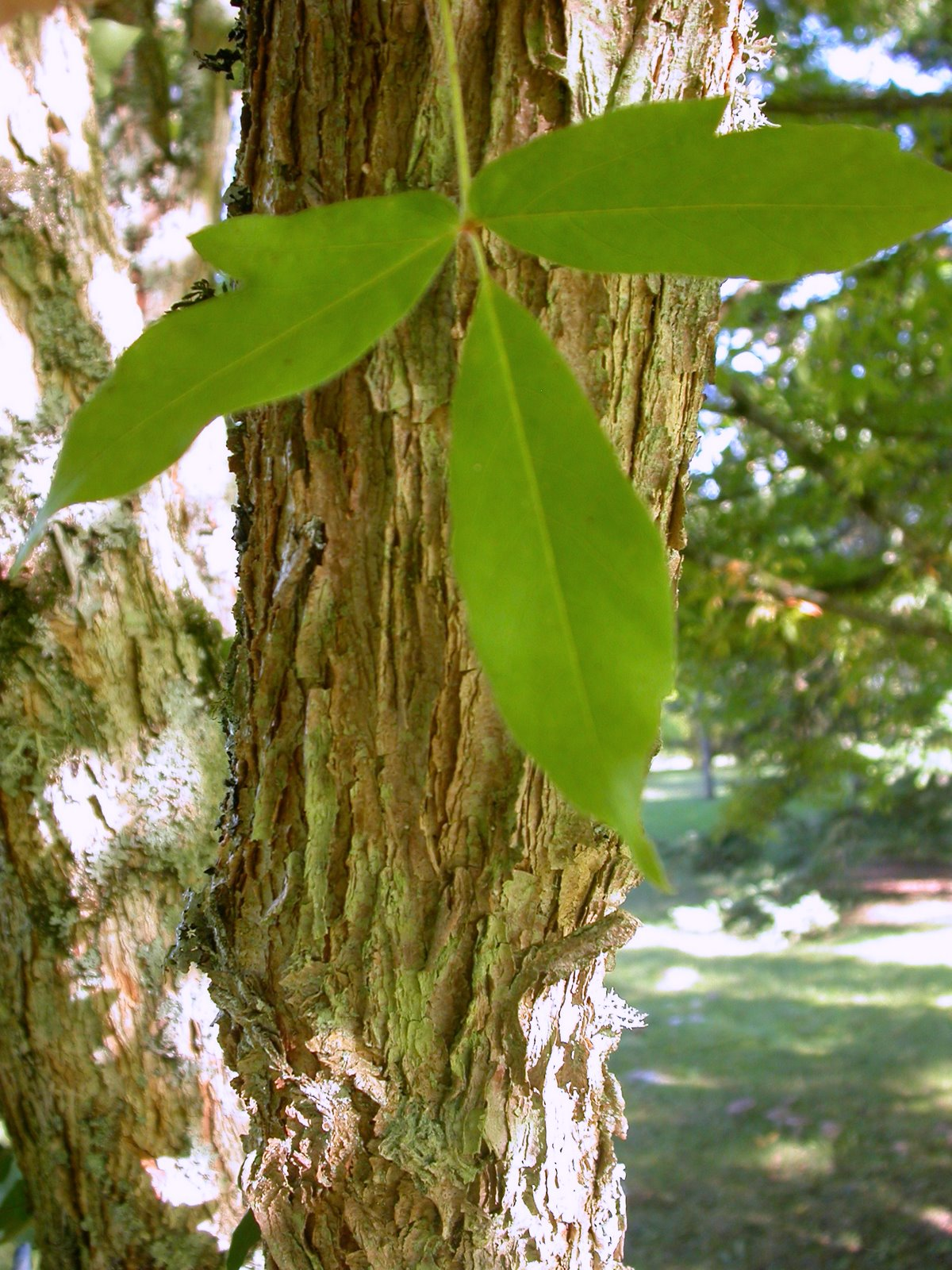
Кора

Це дерево до 25 метрів заввишки. Кора жовто-коричнева, вертикально тріщиниста, лущиться дрібними лусочками. Гілочки тонкі, рідко-волосисті, незабаром голі або майже голі. Листки опадні: листкові ніжки пурпуруваті, 2.5–6 см завдовжки, рідко-волосисті чи голі; листова пластинка знизу майже гола з густо ворсистою середньою жилкою, зверху ворсиста, незабаром гола; листові частки від подовжено-яйцеподібних до обернено-яйцеподібно-ланцетних, 4–9 × 2–3.5 см, край цільний чи віддалено пилчастий з декількома грубими зубцями; середні листочки клиноподібні на верхівці. Суцвіття щиткоподібне, 3-квіткове. Чашолистків 5. Пелюсток 5. Тичинок 10. Плоди зеленувато-жовті; горішки майже кулясті, 14–16 × 10–12 мм, густо запушені; крило з горішком 35–45 × 13–20 мм, субпаралельні, крила розгорнуті на 90° або прямо. Період цвітіння: квітень; період плодоношення: вересень.

## Поширення й екологія
Ареал: пн.-сх. Китай (Хейлунцзян, Ляонін, Цзілінь), Північна й Південна Корея. Вид зростає в змішаних лісах на висотах від 400 до 1700 метрів.

## Використання
Цей вид висаджують у ботанічних садах через його осіннє забарвлення.